# Cathédrale Saints-Pierre-et-Paul d'Indianapolis
Pour les articles homonymes, voir Cathédrale Saints-Pierre-et-Paul.
La cathédrale Saints-Pierre-et-Paul (Saints Peter and Paul Cathedral) est la cathédrale de l'archidiocèse d'Indianapolis. Elle se trouve dans le centre-ville d'Indianapolis. De style néoclassique à la grecque, elle a été construite en 1905-1907.

## Historique
Le diocèse de Vincennes transfère son siège à Indianapolis en 1898. L'église Saint-Jean-l'Évangéliste est choisie comme proto-cathédrale avant la fin de la construction de la cathédrale Saints-Pierre-et-Paul.

## Architecture

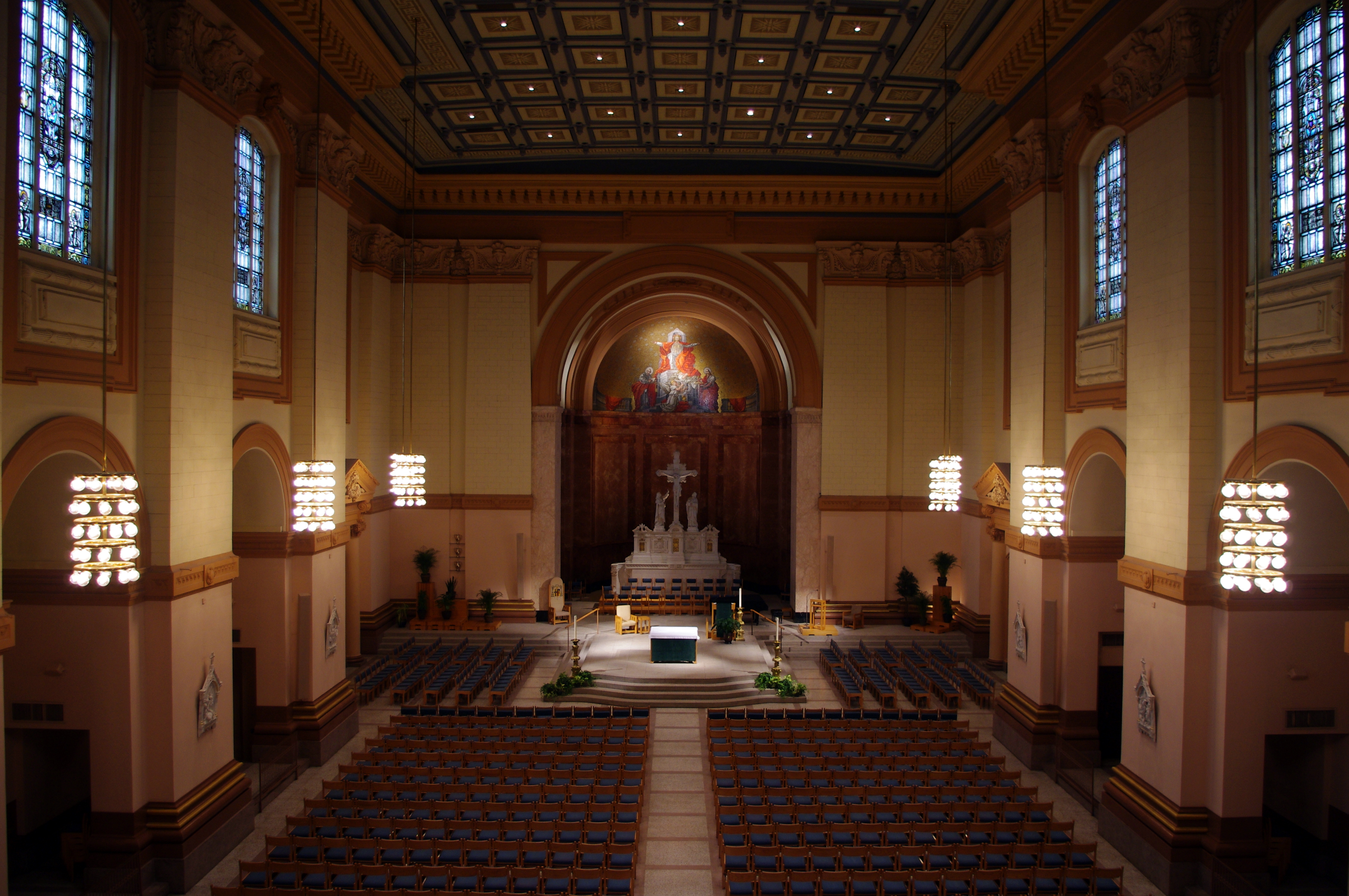
L'intérieur.

### Articles liés
- Liste des évêques et archevêques d'Indianapolis
- Liste des cathédrales des États-Unis